# Rödental
Rödental – miasto w Niemczech, w kraju związkowym Bawaria, w rejencji Górna Frankonia, w regionie Oberfranken-West, w powiecie Coburg. Leży ok. 7 km na północny wschód od Coburga, nad rzeką Röthen, przy autostradzie A73, drodze B4 i linii kolejowej Coburg – Sonneberg.

## Dzielnice
W skład miasta wchodzą następujące dzielnice: 
| - Oeslau - Einberg - Mönchröden - Rothenhof - Kipfendorf - Unterwohlsbach - Waldsachsen - Oberwohlsbach | - Spittelstein - Blumenrod - Waltersdorf - Mittelberg - Fischbach - Fornbach - Schönstädt - Weißenbrunn |

## Polityka
Burmistrzem jest Gerhard Preß z CSU.

### Rada miasta
Rada miasta składa się z 24 złonków:
|      | CSU | SPD | Wolni Wyborcy | Zieloni | Razem      |
| 2002 | 10  | 8   | 4             | 2       | 24 miejsca |

### Współpraca
Miejscowości partnerskie:
- Eaton, Stany Zjednoczone od 1981
- Schalkau, Turyngia od 1990

## Zabytki i atrakcje
- Domena Oeslau z 1162
- zamek Rosenau z ogrodami, oranżerią, stajnią
- Europejskie Muzeum Szkła Nowoczesnego (Europäisches Museum für Modernes Glas) w oranżerii zamku Rosenau
- późnogotycki kościół pw. św. Jana (St. Johannis) wybudowany w 1517
- klasztor benedyktynów z 1149
- ruiny zamku Lauterburg

## Galeria

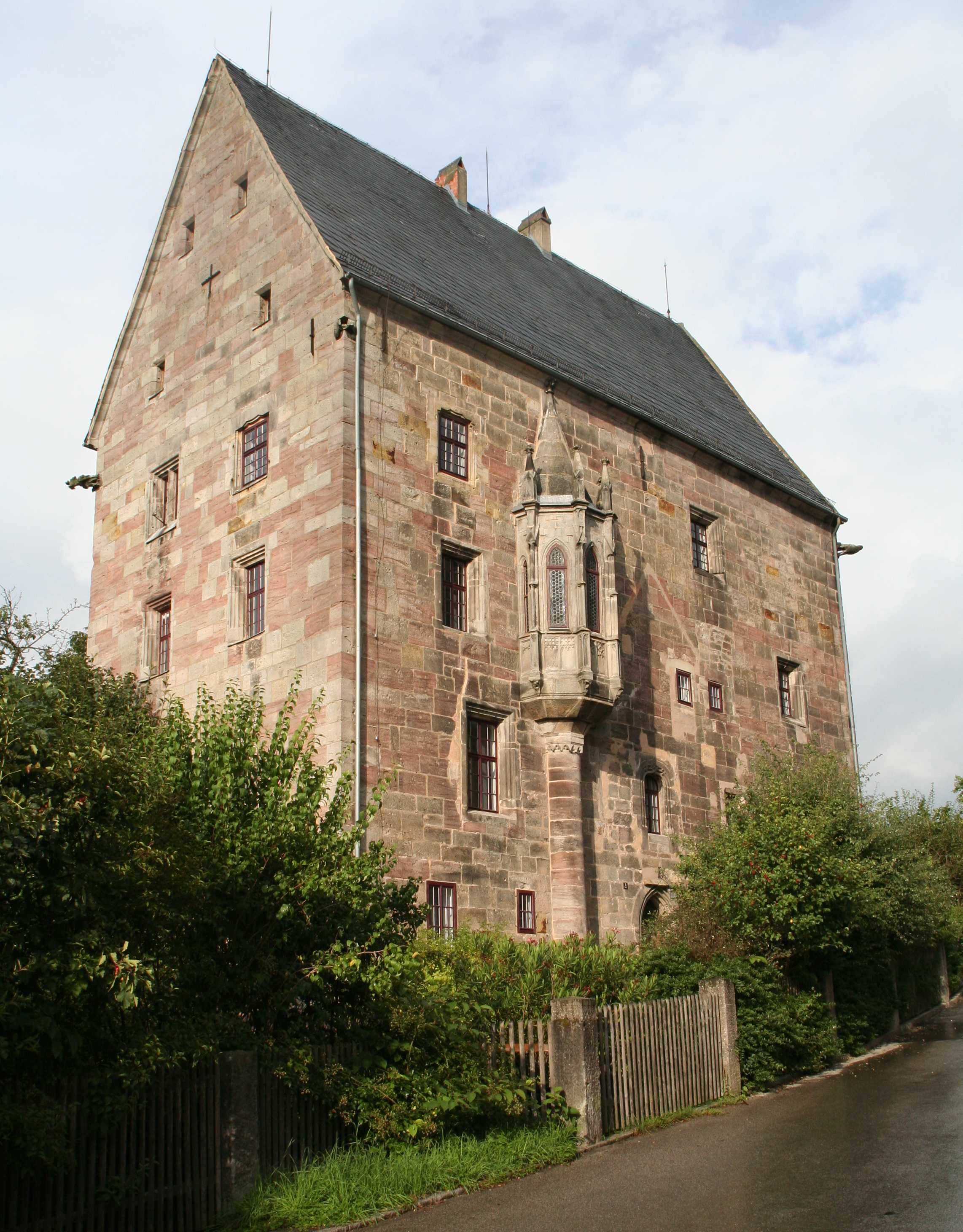
Klasztor
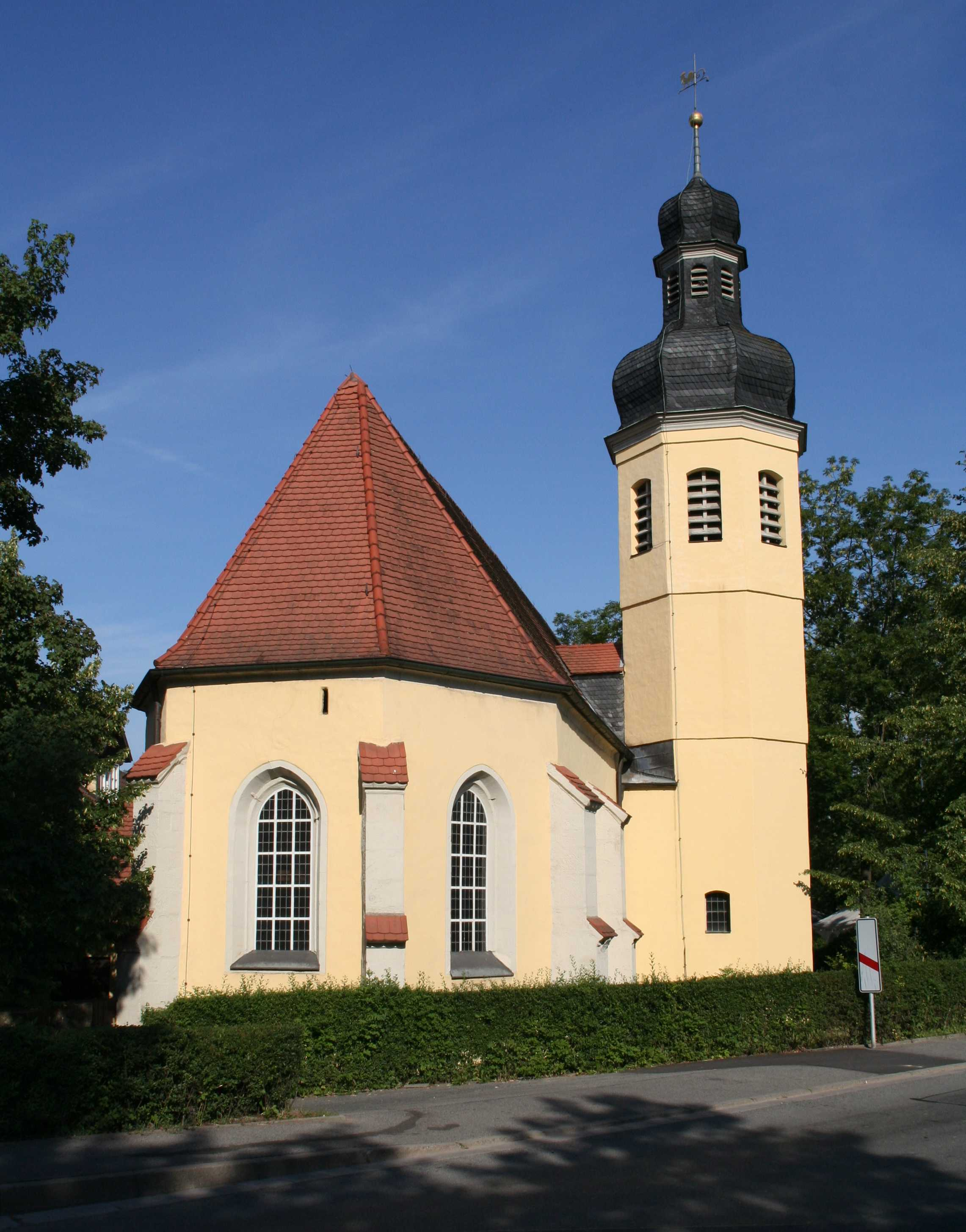
Kościół św. Jana (St. Johannis)
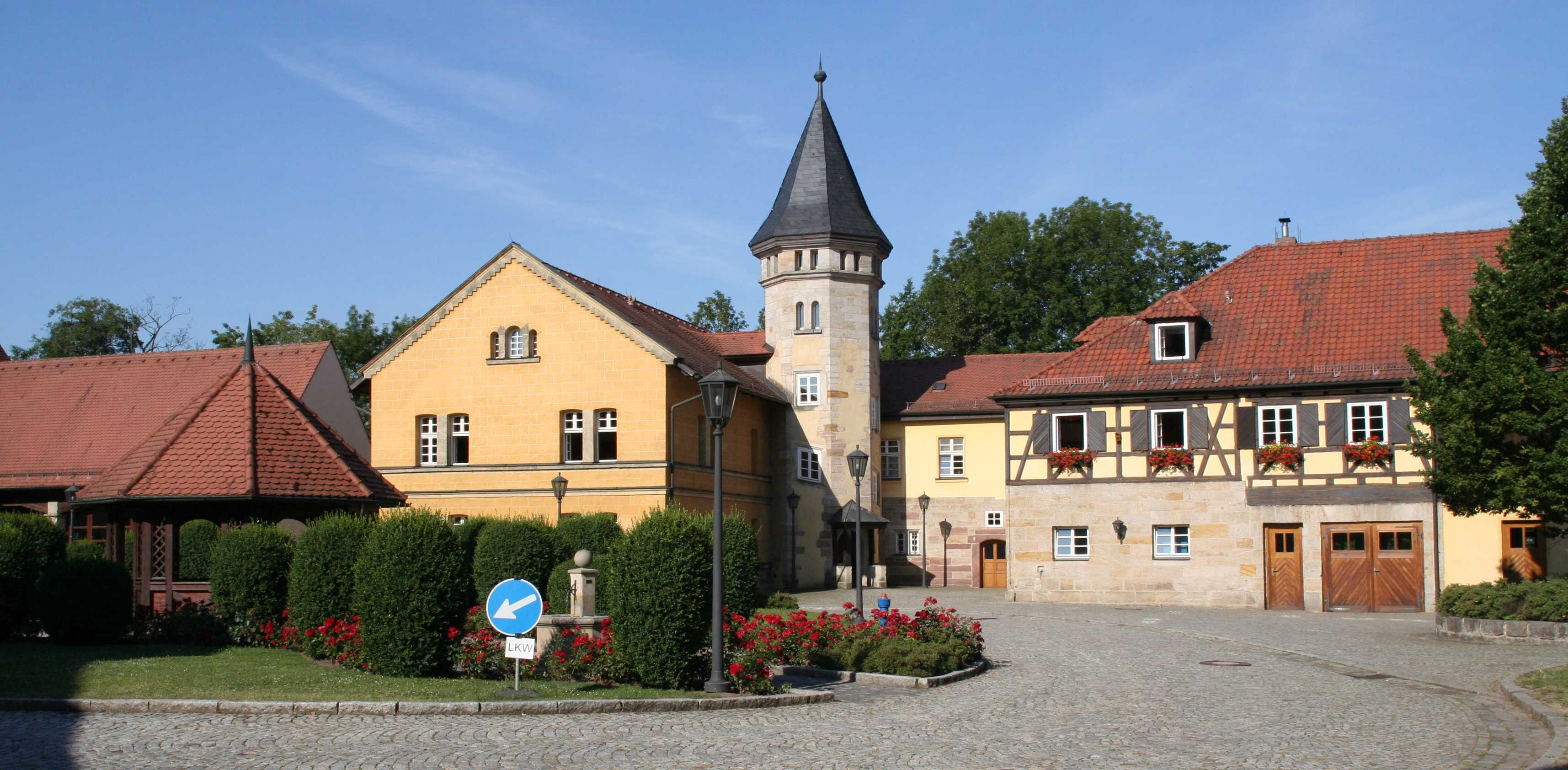
Domena Oeslau
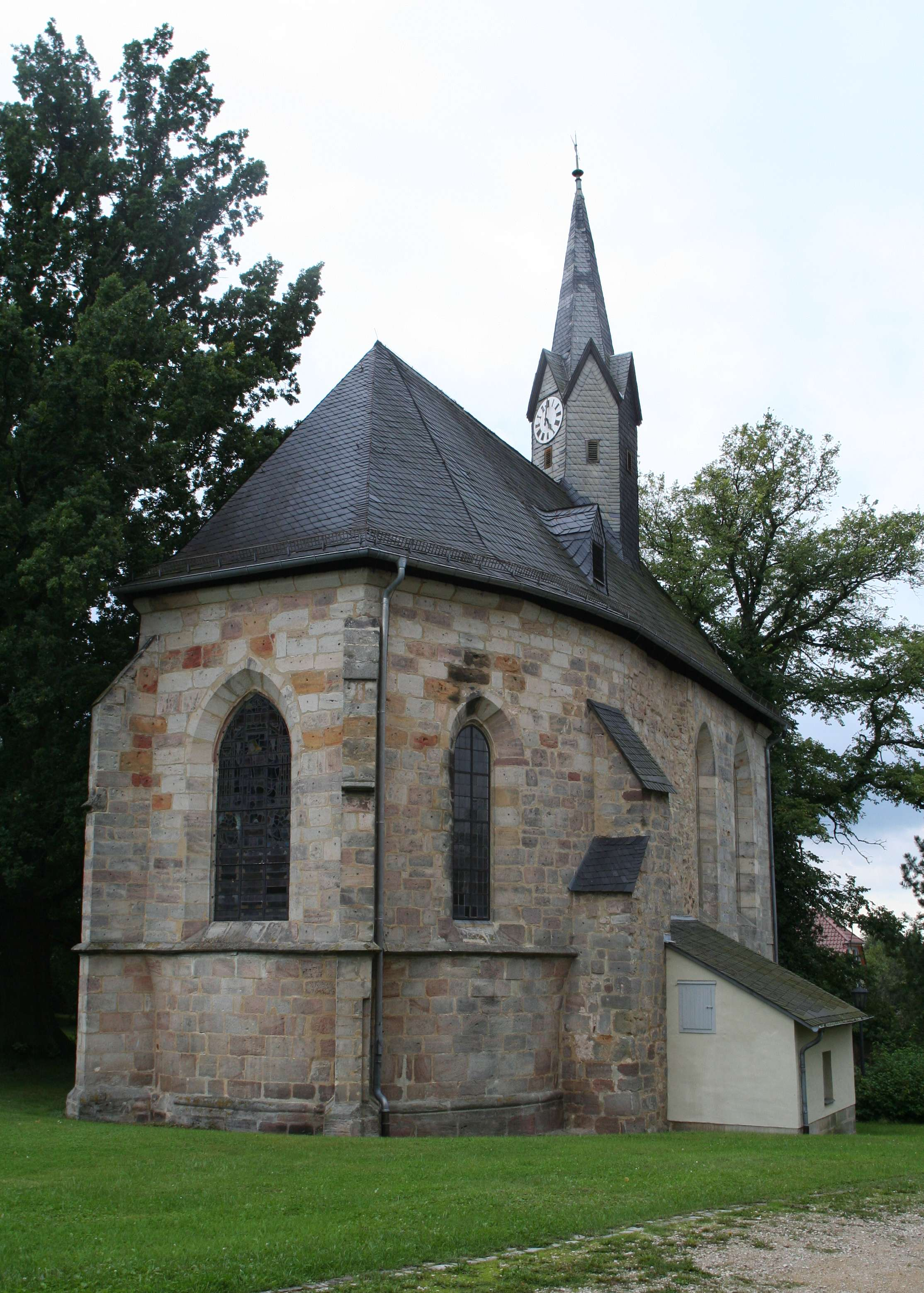
Kościół w dzielnicy Mönchröden
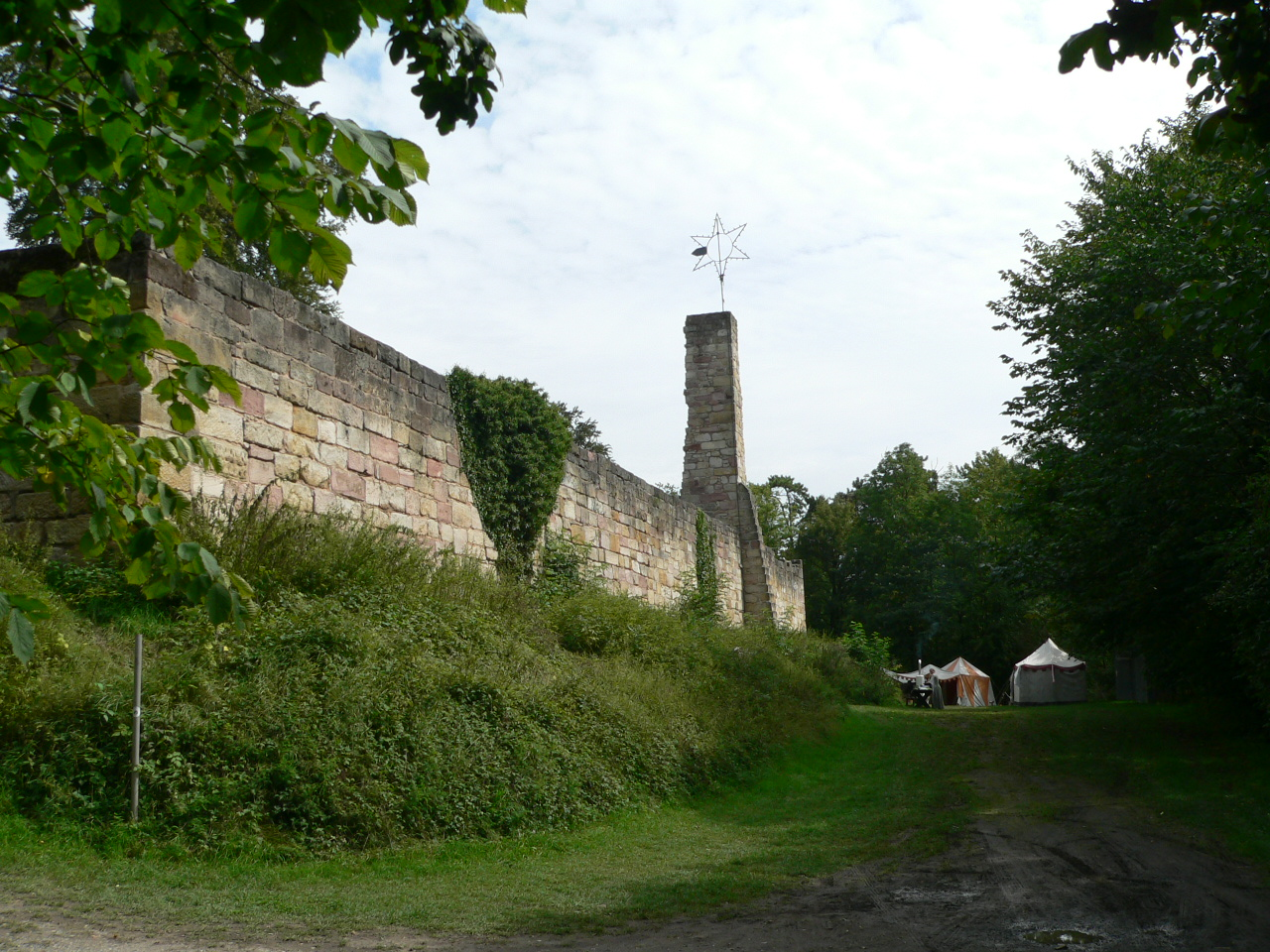
Ruiny zamku Lauterburg
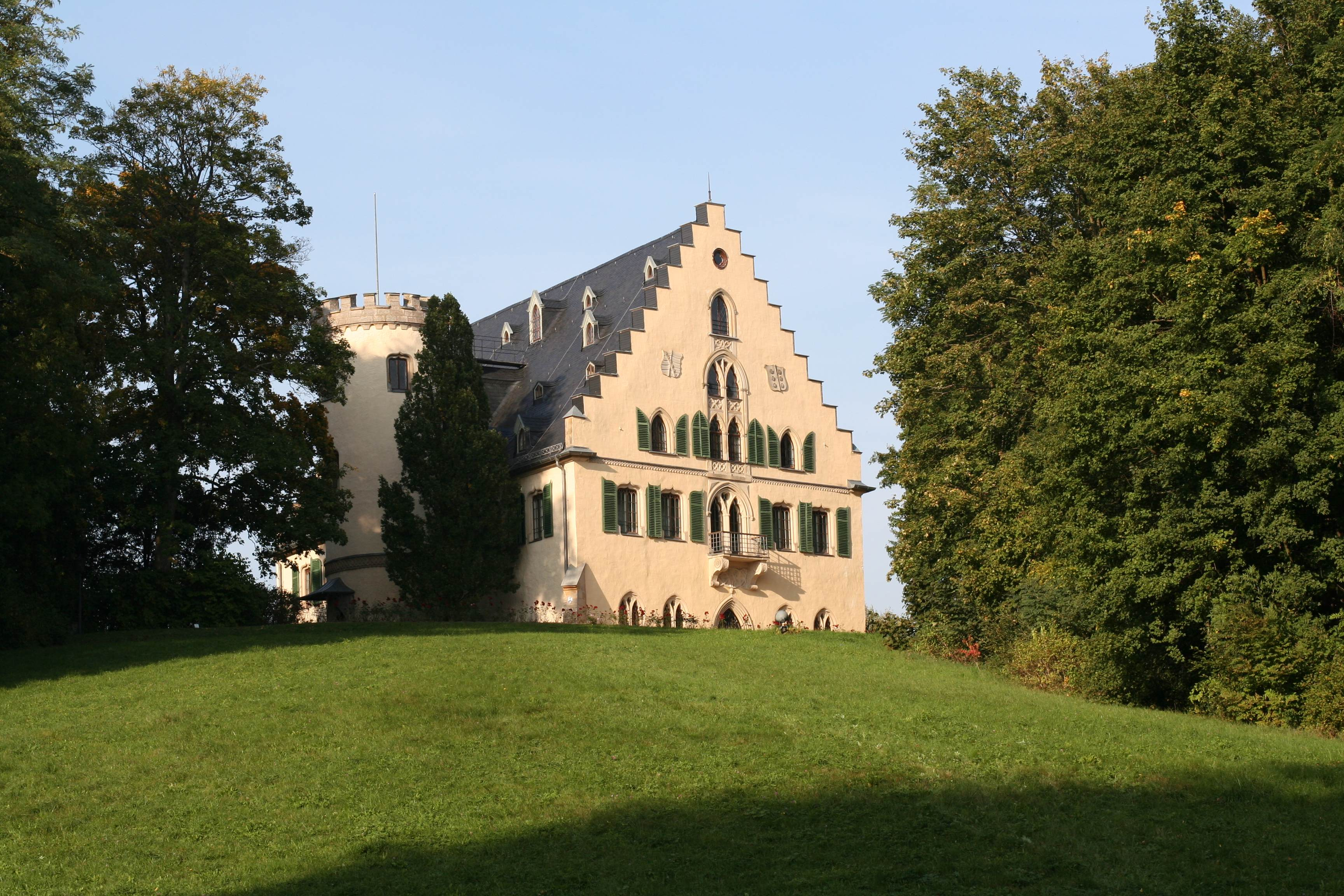
Zamek Rosenau